# سمادون
سمادون إحدى قرى مركز أشمون التابع لمحافظة المنوفية بجمهورية مصر العربية.

## التاريخ
ذكر محمد رمزي في كتابه القاموس الجغرافي للبلاد المصرية أن سمادون من القرى القديمة، حيث وردت باسم «سمدون» في «قوانين ابن مماتي» وفي «تحفة الإرشاد» وذكرها ابن الجيعان في كتابه «التحفة السنية بأسماء البلاد المصرية»، باسم «سمدون وكفورها البلاجيم»، وقال أنها من الأعمال المنوفية، وأن مساحتها 2,587 فدان.
كما ذكرها علي باشا مبارك في كتابه «الخطط التوفيقية»، حيث ذكر أنها قاعدة مركز في مديرية المنوفية، وأن بها 6 مساجد وعدة أضرحة، ومهنة أهلها الزراعة وصناعة الملابس الصوفية والفخار.

## السكان
بلغ عدد سكان سمادون 41,500 نسمة، حسب الإحصاء الرسمي لعام 2006.